# 1983年の相撲
1983年の相撲（1983ねんのすもう）は、1983年の相撲関係のできごとについて述べる。

## アマチュア相撲
- 全日本相撲選手権大会で久嶋啓太（新宮高3年）が優勝し、史上初の高校生アマチュア横綱となる。
- 山﨑武司（八幡中野球部所属）が全国中学校相撲選手権大会に出場[1]。

## 大相撲

### できごと
- 1月、初場所6日目、横綱若乃花が引退、年寄若乃花となる。8日目、当時の皇太子一家観戦。元前頭筆頭蔵玉錦引退、年寄立川襲名。
- 3月、学生相撲の同志社大学服部が幕下付出。春場所後の番付編成会議で朝潮が大関昇進。
- 4月、伊勢ノ海部屋土俵開き（旧九重部屋）。番付編成要領第1章力士番付編成第9条に大関の公傷制度を加えた。新国技館起工式。
- 5月、夏場所8日目に昭和天皇観戦。元小結若獅子引退、年寄鳴戸襲名。元前頭2枚目大飛引退、年寄山響襲名。場所後の番付編成会議で北天佑が大関に昇進。三役格行司式守与太夫死去、57歳。年寄若乃花が年寄間垣を襲名。
- 7月、元大関汐ノ海死去、65歳。審判規定の禁手反則第2条を改正。「サポーター、包帯のみをつかんだときは行司の注意により離さなければならない」場所後の番付編成会議で隆の里の横綱推挙決定。
- 9月、秋場所8日目、昭和天皇観戦。
- 10月、富岡八幡宮境内に横綱力士碑（北の富士から）、大関力士碑、巨人力士身長、手形、足形碑建立。
- 11月、旭富士新小結。初土俵以来18場所で新三役は年6場所制になってから初めて。荒磯親方（元関脇大豪）死去、46歳。初日北の湖幕内通算747勝とし史上1位。部屋維持費、地方場所旅費改正。元前頭8枚目神幸引退、年寄中村襲名。間垣独立。

### 本場所
- 一月場所（蔵前国技館・9日～23日）
幕内最高優勝：琴風豪規（14勝1敗,2回目）
　殊勲賞-朝潮、敢闘賞-北天佑、技能賞-朝潮
十両優勝：大ノ国康（11勝4敗）
- 三月場所（大阪府立体育館・13日～27日）
幕内最高優勝：千代の富士貢（15戦全勝,8回目）
　殊勲賞-朝潮、敢闘賞-北天佑、技能賞-出羽の花
十両優勝：鷲羽山佳和（11勝4敗）
- 五月場所（蔵前国技館・8日～22日）
幕内最高優勝：北天佑勝彦（14勝1敗,初）
　殊勲賞-北天佑、敢闘賞-出羽の花、技能賞-北天佑
十両優勝：栃泉隆幸（11勝4敗）
- 七月場所（愛知県体育館・3日～17日）
幕内最高優勝：隆の里俊英（14勝1敗,2回目）
　殊勲賞-舛田山、敢闘賞-飛騨ノ花
十両優勝：保志信芳（12勝3敗）
- 九月場所（蔵前国技館・11日～25日）
幕内最高優勝：隆の里俊英（15戦全勝,3回目）
　殊勲賞-巨砲、敢闘賞-富士櫻、技能賞-栃剣
十両優勝：鳳凰倶往（13勝2敗）
- 十一月場所（福岡国際センター・6日～20日）
幕内最高優勝：千代の富士貢（14勝1敗,9回目）
　殊勲賞-大ノ国、敢闘賞-保志、技能賞-高望山
十両優勝：鳳凰倶往（11勝4敗）
- 年間最優秀力士賞（年間最多勝）：隆の里俊英(78勝12敗)

## 誕生
- 1月24日 - 啓輔（十両呼出、所属：芝田山部屋）
- 1月26日 - 玉飛鳥大輔（最高位：前頭9枚目、所属：片男波部屋、年寄：熊ヶ谷）[2]
- 2月9日 - 陽平（十両呼出、所属：出羽海部屋）
- 2月19日 - 琴欧洲勝紀（最高位：大関、所属：佐渡ヶ嶽部屋、年寄：鳴戸）[3]
- 2月21日 - 隆の山俊太郎（最高位：前頭12枚目、所属：鳴戸部屋→田子ノ浦部屋）[4]
- 3月11日 - 龍皇昇（最高位：前頭8枚目、所属：宮城野部屋）[5]
- 3月30日 - 大勇武龍泉（最高位：十両10枚目、所属：芝田山部屋）[6]
- 4月11日 - 境澤賢一（最高位：前頭15枚目、所属：三保ヶ関部屋→尾上部屋）[7]
- 4月21日 - 千代白鵬大樹（最高位：前頭6枚目、所属：九重部屋）[8]
- 4月28日 - 政風基嗣（最高位：十両12枚目、所属：尾車部屋）[9]
- 5月5日 - 白馬毅（最高位：小結、所属：立田川部屋→陸奥部屋）[10]
- 5月8日 - 木村幸三郎（十両格行司、所属：中村部屋→八角部屋）
- 6月26日 - 豊ノ島大樹（最高位：関脇、所属：時津風部屋）[3]
- 7月14日 - 琴弥山幸基（最高位：十両12枚目、所属：佐渡ヶ嶽部屋）[11]
- 8月6日 - 德瀬川正直（最高位：前頭筆頭、所属：桐山部屋→朝日山部屋）[12]
- 8月25日 - 阿夢露光大（最高位：前頭5枚目、所属：阿武松部屋）[13]
- 9月7日 - 城ノ龍康允（最高位：十両筆頭、所属：中立部屋→境川部屋）[14]
- 9月17日 - 仲の国将（最高位：十両12枚目、所属：湊部屋）[15]
- 9月18日 - 霧の若太郎（最高位：十両4枚目、所属：陸奥部屋）[16]
- 9月21日 - 若麒麟真一（最高位：前頭9枚目、所属：押尾川部屋→尾車部屋）[7]
- 10月14日 - 千昇秀貴（最高位：十両14枚目、所属：式秀部屋）[17]
- 12月15日 - 星風芳宏（最高位：十両3枚目、所属：尾車部屋）[18]

## 死去
- 1月4日 - 猿丸吉左衛門（第8代学生横綱、芦屋市長、兵庫県議会議員）、*1903年【明治36年】
- 4月29日 - 若ノ里雄三（最高位：十両5枚目、所属：二所ノ関部屋→芝田山部屋→花籠部屋、世話人：若乃里、* 1932年【昭和7年】）
- 5月25日 - 10代式守与太夫（三役格行司（現役没）、所属：春日山部屋→立浪部屋、* 1925年【大正14年】）
- 6月10日 - 十三錦市松（最高位：前頭7枚目、所属：出羽海部屋、* 1911年【明治44年】）[19]
- 6月14日 - 大邱山高祥（最高位：関脇、所属：出羽海部屋、* 1908年【明治41年】）[20]
- 6月23日 - 神東山忠也（最高位：前頭4枚目、所属：春日野部屋、* 1913年【大正2年】）[21]
- 7月18日 - 汐ノ海運右エ門（最高位：大関、所属：出羽海部屋、* 1918年【大正7年】）[22]
- 8月17日 - 八染茂雄（最高位：前頭16枚目、所属：春日野部屋、* 1929年【昭和4年】）[23]
- 11月2日 - 若三杉彰晃（最高位：関脇、所属：花籠部屋、年寄：荒磯、* 1937年【昭和12年】）[24]